# 未来航路 (愛乙女☆DOLLの曲)
未来航路（みらいこうろ）は、日本の女性アイドルグループ・愛乙女☆DOLLの楽曲。自身通算13作目のシングルとして、2019年（令和元年）11月26日にLOVELY RECORDSから発売された。

## 背景とリリース
前作「夜明け前、虹が差す」「光のシンフォニー」（共に2017年8月15日発売）から2年3ヵ月ぶり、令和改元後初のシングル。
「カレンダーガール」（2015年7月21日発売）からシングル5作・アルバム2作をリリースしてきた『FUJIYAMA PROJECT JAPAN』レーベルとの契約を終え、このシングルから、ArcJewelとダイキサウンドにより設立されたインディーズレーベル『LOVELY RECORDS』（ラブリーレコーズ）でのリリースとなる。シングルはType-A（LVL-1）とType-B（LVL-2）の2形態がリリースされたが、表題曲のミュージックビデオを収めたDVDは本作以降同梱されていない。
前2作のシングル参加メンバーのうち、朝比奈花恋が2018年6月10日で、安藤笑が同年8月5日で卒業。更に愛迫みゆも2019年7月1日付で卒業したことにより、らぶどる結成時（2010年）のメンバーはいなくなった。愛迫に代わって加入した前田美咲と星凪桃佳にとっては初、またハルナが本名の『日向春菜』名義になってから最初のシングルともなる。
キャッチ・コピーは「らぶどるの新たな旅立ち。未来へ進む彼女たちやファンへ!」。

## メディアでの使用
未来航路
- 中京テレビ（日本テレビ系列）『オードリーさん、ぜひ会ってほしい人がいるんです。』エンディングテーマ曲（2019年12月[9]）

## チャート成績と評価
発売当日のオリコンデイリーシングルランキングで1位にランクインした後、2019年12月9日付のオリコン週間シングルランキングで初登場5位を獲得。らぶどるにとっては「Heatup Dreamer」（2015年12月8日発売）以来4年ぶりのトップ5入りとなり、表題曲を手掛けた猟平（ex.CLØWD）にとっても初のデイリー1位・ウィークリートップ5入りとなった。Billboard JAPANは7位が最高である。
2020年8月10日開催の『AJ祭 2020夏 ～中野でSun!Sun!Festival!!～』（於：中野サンプラザ）で発表された『AJ祭リクエストアワー』で、「未来航路」が2位にランクインした。

## シングル収録トラック

### TypeA（LVL-1）
| #         | タイトル                               | 作詞              | 作曲              | 編曲              | 時間  |
| --------- | -------------------------------------- | ----------------- | ----------------- | ----------------- | ----- |
| 1.        | 「未来航路」                           | 猟平              | 猟平              | 猟平              | 3:33  |
| 2.        | 「Green」                              | ハマサキユウジ    | ハマサキユウジ    | ハマサキユウジ    | 4:16  |
| 3.        | 「愛情イマジネイション」               | 福田貴訓・Wolfman | 福田貴訓・Wolfman | 福田貴訓・Wolfman | 4:02  |
| 4.        | 「未来航路」(Instrumental)             |                   | 猟平              | 猟平              | 3:32  |
| 5.        | 「Green」(Instrumental)                |                   | ハマサキユウジ    | ハマサキユウジ    | 4:16  |
| 6.        | 「愛情イマジネイション」(Instrumental) |                   | 福田貴訓・Wolfman | 福田貴訓・Wolfman | 3:59  |
| 合計時間: | 合計時間:                              | 合計時間:         | 合計時間:         | 合計時間:         | 23:38 |

### Type-B（LVL-2）
| #         | タイトル                       | 作詞                      | 作曲                      | 編曲                      | 時間  |
| --------- | ------------------------------ | ------------------------- | ------------------------- | ------------------------- | ----- |
| 1.        | 「未来航路」                   | 猟平                      | 猟平                      | 猟平                      | 3:33  |
| 2.        | 「Green」                      | ハマサキユウジ            | ハマサキユウジ            | ハマサキユウジ            | 4:16  |
| 3.        | 「ここにいるよ」               | 福田貴訓 マキノ・オイワケ | 福田貴訓 マキノ・オイワケ | 福田貴訓 マキノ・オイワケ | 4:48  |
| 4.        | 「未来航路」(Instrumental)     |                           | 猟平                      | 猟平                      | 3:32  |
| 5.        | 「Green」(Instrumental)        |                           | ハマサキユウジ            | ハマサキユウジ            | 4:16  |
| 6.        | 「ここにいるよ」(Instrumental) |                           | 福田貴訓 マキノ・オイワケ | 福田貴訓 マキノ・オイワケ | 4:45  |
| 合計時間: | 合計時間:                      | 合計時間:                 | 合計時間:                 | 合計時間:                 | 25:10 |